# Hernán Büchi
Pour les articles homonymes, voir Büchi.
Hernán Alberto Büchi Buc, né le 6 mars 1949, est un économiste chilien, qui est notamment ministre des finances de 1985 à 1989 au sein du régime militaire d'Augusto Pinochet et le candidat de Démocratie et progrès (droite conservatrice) à l'élection présidentielle du 14 décembre 1989.

## Biographie
Fils d'un officier de marine, le jeune Hernán Büchi est pourtant sympathisant communiste dans les années 1960[réf. nécessaire]. Sa famille l'envoie étudier aux États-Unis où il devient balayeur pour payer ses études à l'université Columbia.
Ingénieur des mines, diplômé de l'université du Chili, détenteur également d'une maîtrise d'économie de l'Université Columbia, converti au libéralisme économique, il rentre au Chili en 1975, alors gouverné par la junte militaire dirigée par le général Pinochet. À l'instar de nombreux Chicago boys, il entre dans l'administration civile de la dictature militaire en devenant conseiller du ministre de l'économie Pablo Baraona, ainsi que directeur adjoint de la compagnie nationale du téléphone. À partir de 1979, Büchi est aussi conseiller du José Piñera, le ministre du travail, sur la privatisation du système des retraites.
Au début des années 1980, il occupe diverses autres fonctions importantes dans l'administration du général Pinochet, notamment celle de sous-ministre de la santé (1980-1983), ministre de la planification nationale (1983-1984) et la fonction de surintendant des banques et des institutions financières pour endiguer la sévère crise économique. Il est nommé ministre des finances le 2 février 1985. Sa nomination signifie alors le retour aux principes de gestion des Chicago Boys, temporairement abandonné pour une gestion « keynésienne » par son prédécesseur, Luis Escobar Cerda.
Il mène une politique drastique de réduction des dépenses publiques en réduisant notamment les dépenses sociales, le nombre d'emplois publics, les charges fiscales des entreprises et la TVA. Parallèlement, la forte dévaluation du peso chilien par rapport au dollar américain permet la hausse des exportations. Il mène également les privatisations des entreprises d'État tels la Compagnie nationale d'aviation, les entreprises sidérurgiques et les sociétés d'électricité ou de communications.
En 1989, il est le candidat à l'élection présidentielle du conglomérat du centre-droit Démocratie et progrès réunissant l'Union démocrate indépendante (partisan du général Pinochet) et Rénovation nationale. S'il devance son concurrent de droite, Francisco Javier Errazuriz Talavera (15 %), il n'obtient cependant que 29 % des voix et est battu par le démocrate-chrétien Patricio Aylwin (57 %), candidat présenté par la Concertation des partis pour la démocratie.
Il abandonne la vie politique active pour se concentrer sur ses activités professionnelles. Il participe à la fondation à Concepción de l'Université du développement, dont il est professeur et président, et fonde parallèlement l'Institut pour la liberté et le développement, chargé de promouvoir les politiques libérales.

## Ouvrages
- La transformación económica de Chile. El modelo del progreso, Ed El Mercurio, Aguilar, Santiago du Chili, 2008,

### Sources et bibliographie
- Hernán Büchi, le "prince vaillant"., article du journal Le Figaro du 15 décembre 1989